# 宮城県佐沼高等学校
宮城県佐沼高等学校（みやぎけん さぬまこうとうがっこう）は、宮城県登米市迫町佐沼にある県立高等学校。略称は「佐高」（さこう）。全日制および定時制（ともに普通科）が設置されている。
戦後の学制改革と同時に旧制中学校と高等女学校が合併した関係上、宮城県内の旧制県立中学校の流れを汲む学校としては唯一、新制高等学校への改組時から男女共学制をとっている。

## 設置学科
- 全日制課程、定時制課程
  - 普通科

## 沿革
- 1902年4月 - 宮城県立第二中学校登米分校として設立。
- 1904年4月 - 宮城県立第六中学校として独立
- 1904年6月 - 宮城県立佐沼中学校と改称。
- 1919年10月 - 宮城県佐沼中学校と改称。
- 1948年4月 - 学制改革に伴い、佐沼町立佐沼高等女学校と合併して、男女共学の宮城県佐沼高等学校となる。
- 1963年1月 - 第42回全国高等学校ラグビーフットボール大会出場
- 1964年1月 - 第43回全国高等学校ラグビーフットボール大会出場
- 1966年1月 - 第45回全国高等学校ラグビーフットボール大会出場
- 1969年1月 - 第48回全国高等学校ラグビーフットボール大会出場
- 1991年12月 - 第71回全国高等学校ラグビーフットボール大会出場
- 2002年 - 創立100周年

## 部活動
ラグビー部は、1991年の第71回全国高校ラグビー大会（通称・花園）に23年ぶり5回目の出場をしたのを最後に花園からは遠ざかっているが、同第71回大会では古豪の東京・目黒高校に6-10で惜敗した。　
- 運動部
  - 硬式野球、陸上競技、サッカー、ソフトテニス（男）、ソフトテニス（女）、卓球（男）、卓球（女）、バレーボール（男）、バレーボール（女）、バスケット（男）、バスケット（女）、バドミントン（男）、バドミントン（女）、剣道、柔道、ラグビー、ハンドボール、ソフトボール、水泳、ボート
- 文化部
  - 合唱、吹奏楽、箏曲、美術、軽音楽、英語、総合文化（文芸班、書道班、生花班）、自然科学（生物・化学）

## 著名な出身者
- 石ノ森章太郎 - 漫画家
- 大友克洋 - 漫画家、アニメ映画制作者
- 山内ジョージ - 漫画家
- 佐藤史生 - 漫画家
- 茶坊 - 漫画家、イラストレーター
- サトル・サトウ - 造形作家、画家
- 熊谷金治 - シンガーソングライター、ローカルタレント
- 熊谷達也 - 直木賞受賞作家
- 及川浩治 - ピアニスト
- 佐々木徳夫 - 昔話収集家
- 木村昇 - 元俳優
- 片倉邦雄 - 湾岸戦争時の駐イラク大使。現大東文化大学教授。都立戸山高校へ転校
- 酒井正三郎 - 中央大学学長・総長（2014年11月〜2018年5月）
- 布施孝尚 - 元登米市長、歯科医師
- 熊谷盛廣 - 前登米市長
- 阿部俊則 - 積水ハウス社長
- 佐々木信行 - TBC野球解説者、元千葉ロッテマリーンズ2軍監督
- 長野哲 - 元プロ野球選手
- 小松大祐 - ラグビーユニオン選手
- 佐竹友樹 - 競艇選手
- 佐々木眞奈美 - ローカルタレント、ラジオパーソナリティ、薬剤師